# Porter (bière)
Pour les articles homonymes, voir Porter.
 (septembre 2015).
Si vous disposez d'ouvrages ou d'articles de référence ou si vous connaissez des sites web de qualité traitant du thème abordé ici, merci de compléter l'article en donnant les références utiles à sa vérifiabilité et en les liant à la section « Notes et références ».

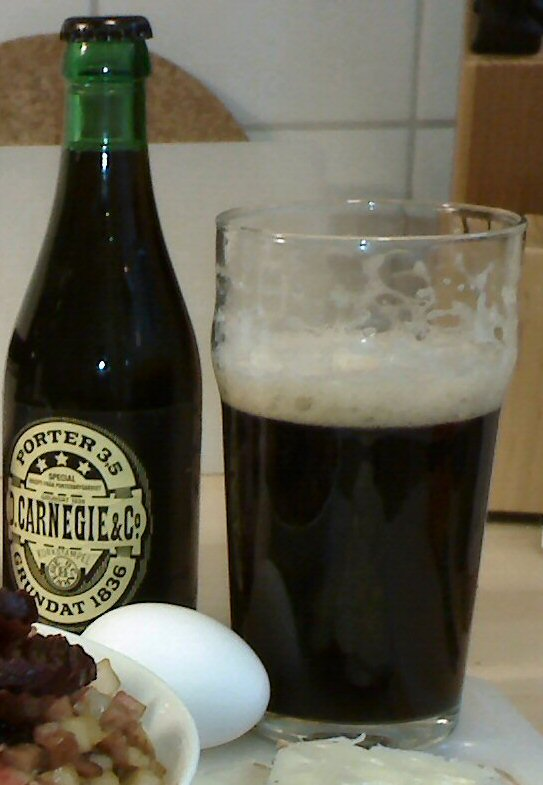
Une Carnegie Porter servie en Suède.

La porter (« portefaix », « porteur » en anglais) est un type de bière de fermentation haute originaire d'Angleterre. Consommée depuis le XVIIIe siècle, elle a donné naissance aux divers stouts par les modifications que Guinness lui apporta.

## Historique
La bière Porter, originaire d'Angleterre, est une bière de fermentation haute qui a fait ses débuts sur la scène de la bière au XVIIIe siècle. Elle tire son nom de sa popularité parmi les dockers et les portefaix (ou porters en anglais) londoniens de l'époque. Le caractère distinctif de la porter réside dans son goût riche et complexe, généralement marqué par des notes de chocolat, de caramel et de noisette. L'histoire de la bière porter a eu une influence significative sur l'évolution de la bière en général. La brasserie irlandaise Guinness, en particulier, a joué un rôle important dans cette histoire. 
En modifiant la recette de la porter, Guinness a créé les diverses variantes de stouts que nous connaissons aujourd'hui. Alors que la porter continue d'être produite en Angleterre, sa production s'est étendue à d'autres régions du monde. Au début du XIXe siècle, la porter a commencé à être brassée en Allemagne, notamment à Karlsruhe. La version allemande de la porter est traditionnellement plus forte, avec un taux d'alcool d'environ 5,8 %, et présente des similitudes avec la Schwarzbier allemande. 
En raison de sa maturation plus longue, la porter allemande à un goût plus riche et plus profond. Cependant, malgré sa longue histoire et sa popularité mondiale, la bière porter n'appartient pas à un style standardisé. Les différentes marques de porter peuvent considérablement varier en termes de couleur, de goût et de teneur en alcool. Cela témoigne de la diversité et de la flexibilité de ce type de bière, qui continue d'évoluer et de s'adapter aux goûts des amateurs de bière dans le monde entier. Néanmoins, quelle que soit la variation, le cœur de la bière porter reste le même : une bière riche et robuste, à la robe noire.